# Preore
Preore (Praór in dialetto locale) è una frazione di 409 abitanti del comune italiano di Tre Ville in provincia di Trento; ha costituito comune autonomo fino al 31 dicembre 2015, dopodiché è confluito nel nuovo ente nato dalla fusione con Montagne e Ragoli.

## Storia

### Simboli
Stemma

Vecchio stemma comunale

Lo stemma del comune era stato adottato con D.G.P. 17/12/1982 n. 10633/5-B.
Gonfalone
Il gonfalone era stato adottato con D.G.P. del 10 giugno 1983 n. 6850/1-B.

## Monumenti e luoghi d'interesse

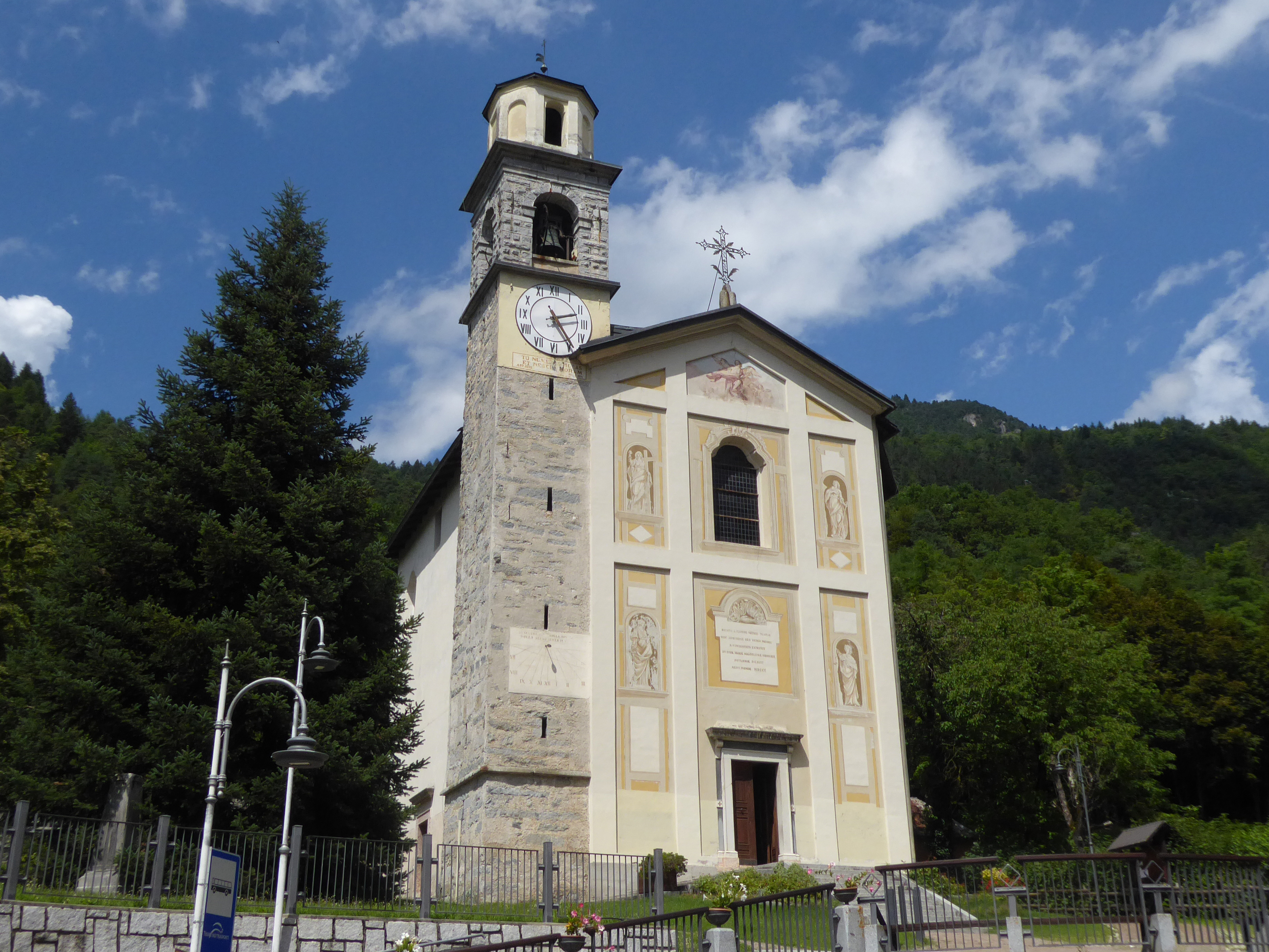
La chiesa di Santa Maria Maddalena

### Architetture religiose
- Chiesa di Santa Maria Maddalena

## Società

### Evoluzione demografica
Abitanti censiti

## Ricorrenze
Ogni estate si svolge la processione in onore di Santa Maria Maddalena, patrona del paese.

## Amministrazione

### Variazioni amministrative
Dal 1928 al 1952 Preore venne aggregata al vicino comune di Ragoli. Nel 1952 il comune di Preore riguadagnò la propria autonomia, sino all'aggregazione al comune di Tre Ville.